# Flughafen Thessaloniki

i8
i11
i13
Der Flughafen Thessaloniki (IATA-Code: SKG, ICAO-Code: LGTS) ist ein griechischer Flughafen bei Thessaloniki und der wichtigste Flughafen des griechischen Nordens. Sein offizieller Name lautet Makedonia Airport (griechisch Αερολιμένας Θεσσαλονίκης Μακεδονία), benannt nach der Region Makedonien in Nord-Griechenland.
Er wird auch als Militärflugplatz der griechischen Luftwaffe genutzt und als Mikra Air Base bezeichnet. Während des Zweiten Weltkrieges operierten von hier gelegentlich auch deutsche Seenotflieger.

## Lage und Verkehrsanbindung

Karte des Flughafens Thessaloniki

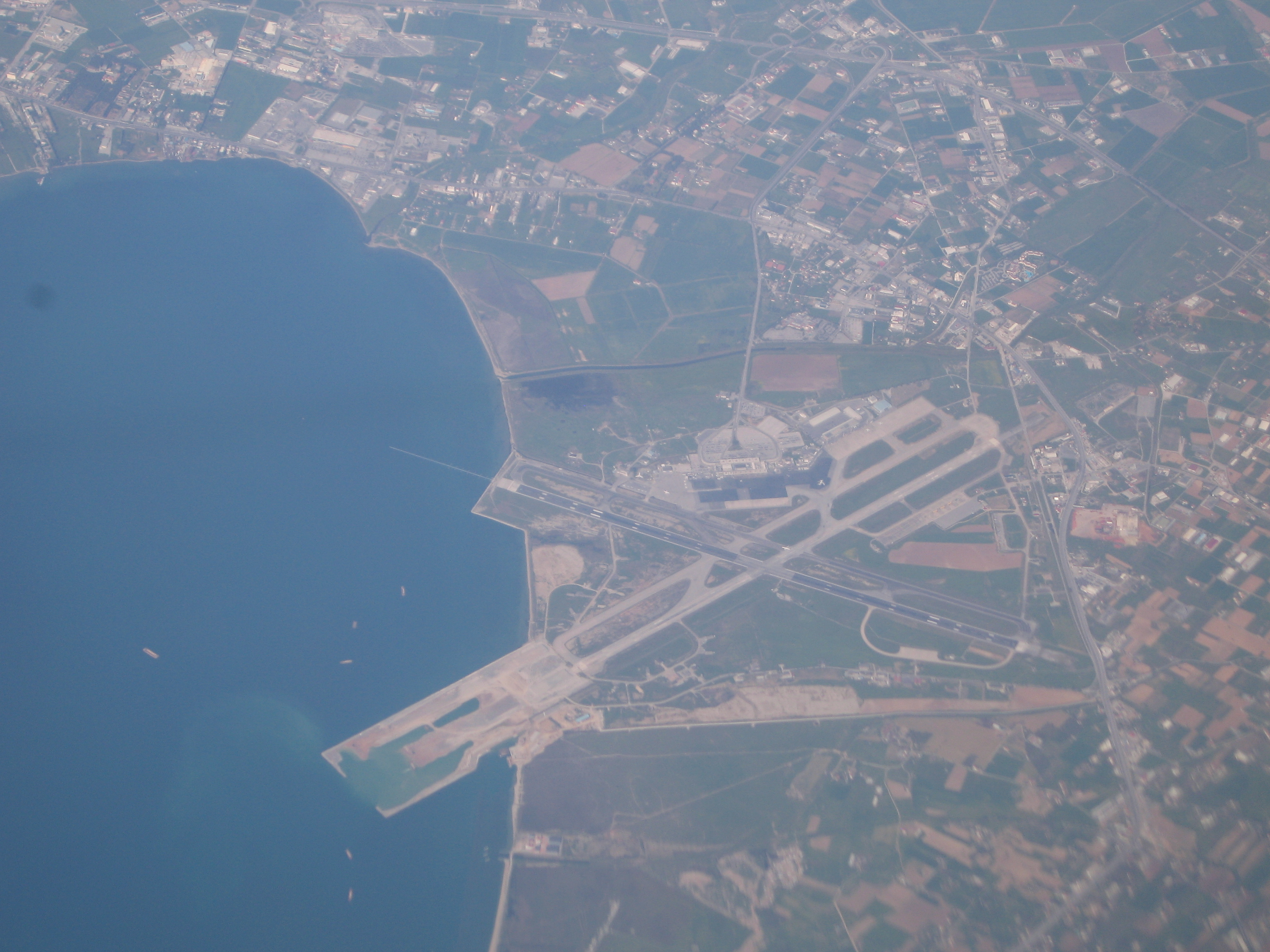
Flughafen Thessaloniki, Luftbild

Der Flughafen hat zwei sich in der Mitte kreuzende Start- und Landebahnen. Er liegt ca. 13 km südöstlich der Stadt Thessaloniki in der Nähe des Ortes Mikra direkt am Thermaischen Golf.
Über den kurzen Autobahnzubringer (Nationalstraße 67) besteht Anschluss an die Autobahn 25 (Nea Moudania, Chalkidiki–Innenring Thessaloniki–Serres). Im Dreieck Evkarpias besteht Anschluss an die GR-A2 (Autobahn 2).
Eine direkte Schienenanbindung besteht noch nicht. Es ist lediglich möglich, mittels Taxi oder Bus zum ca. 15 km entfernten Bahnhof von Thessaloniki zu gelangen. Die Buslinien 01X (tagsüber) und 01N (spät abends bis früh morgens) verkehren über die Innenstadt und den Bahnhof zum Bahnhof der überregionalen KTEL-Busse.

## Fluggesellschaften und Ziele
Aegean Airlines fliegt mit Düsseldorf, Frankfurt, München, Köln/Bonn und Stuttgart die meisten Ziele im deutschsprachigen Raum an. Daneben bietet Eurowings zum Teil ganzjährig Flüge nach Köln/Bonn, Düsseldorf, Hamburg und Stuttgart an, Ryanair bietet Flüge nach Memmingen und Dortmund an. Austrian Airlines nach Wien. Darüber hinaus gibt es saisonal zahlreiche Flüge etwa von Condor, easyJet oder Swiss ab bzw. nach Flughäfen in Deutschland, Österreich und der Schweiz.

## Ausbau
Das heutige Terminal wurde 1997 umgebaut und erweitert. Es folgte eine Erweiterung der Startbahn 10/28 um 1.000 m weiter ins Meer; die resultierende Startbahn 10/28 (neu) soll eine Länge von 3.440 m und eine Breite von 50 m haben. Parallel hierzu wird ein Taxiway angelegt, so dass eine künstliche Aufschüttung in die Thermaikos-Bucht von 1064 m × 450 m entsteht.
Die nächste Ausbauphase sollte ein neues Terminal 2 umfassen. Der Plan sah ein Terminal mit zwei Arbeitsebenen (Abflug und Ankunft), Fluggastbrücken und 100 Check-In-Schaltern sowie weitere Maßnahmen vor. Im Zuge der Privatisierung ab 2011 wurden die Pläne auf Eis gelegt.
Im November 2014 erhielt das Fraport-Copelouzos-Konsortium den Zuschlag, den Flughafen für 40 Jahre zu betreiben und setzte sich gegen zwei weitere internationale Konsortien durch.
Im September 2018 begann der Bau eines neuen Flughafengebäudes mit einer Größe von ungefähr 34.000 Quadratmetern. Auch das vorhandene Gebäude soll saniert werden und die Landebahnen sollen erneuert werden. Die Bauarbeiten wurden im Februar 2021 fertiggestellt.
Es gibt Pläne für eine Anbindung des Flughafens durch eine zukünftige Erweiterung der sich bis voraussichtlich 2025 im Bau befindlichen Linie 2 der Metro Thessaloniki.

## Anflug
Der Anflug auf den Flughafen Thessaloniki ist insbesondere dann sehr sehenswert, wenn von Westen her gelandet wird. Der Landeanflug erfolgt dann über dem Meer (Thermaischer Golf), links ist Thessaloniki zu sehen. Im Falle eines Landeanfluges von Osten erfolgt ein Landeanflug in ziemlich niedriger Höhe über Mikra und andere Vororte von Thessaloniki, da zwischen den ersten Höhenzügen der Chalkidiki und der Landebahn nicht mehr als 5 bis 6 km Abstand bestehen.